# Jeumont, 51 minutes d'arrêt
Jeumont, 51 minutes d'arrêt est une nouvelle de Georges Simenon, publiée en 1944. Elle fait partie de la série des Maigret.

## Historique
La nouvelle est écrite à Neuilly-sur-Seine en octobre 1936.
Elle paraît pour la première fois dans le recueil Les Nouvelles Enquêtes de Maigret en 1944 chez Gallimard.

## Présentation
Dans un train venant de Pologne, via l'Allemagne et la Belgique, l'inspecteur Vinchon vient de contrôler les voyageurs d'un compartiment de première classe et d'y découvrir un homme mort. Si le médecin qui l'a examiné n'avait pas déshabillé la victime, on aurait pu croire à une fin naturelle. Or, sous le sein gauche, la marque d'une piqûre se voit difficilement dans le gras de la peau : on lui a enfoncé une aiguille dans le cœur et Vinchon a bien affaire à un meurtre. L'inspecteur téléphone à son oncle, le commissaire Maigret, pour lui demander son aide...

## Éditions
- Édition originale : Gallimard, 1944
- Tout Simenon, tome 24, Omnibus, 2003  (ISBN 978-2-258-06109-5)
- Folio Policier, n° 679, 2013  (ISBN 978-2-07-030451-6)
- Tout Maigret, tome 10, Omnibus,  2019  (ISBN 978-2-258-15349-3)

## Adaptations
- Jeumont, 51 minutes d'arrêt, téléfilm de Gilles Katz avec Jean Richard, diffusé en 1989.
- Sous le titre Un meurtre de première classe, téléfilm de Christian de Chalonge avec Bruno Cremer, diffusé en 1999.